# Heliosciurus undulatus
Heliosciurus undulatus is een zoogdier uit de familie van de eekhoorns (Sciuridae). De wetenschappelijke naam van de soort werd voor het eerst geldig gepubliceerd door True in 1892.